# Apoloniusz Kostecki
Apoloniusz Józef Kostecki (ur. 11 marca 1923 w Warszawie, zm. 8 października 2014) – polski prawnik, profesor nauk prawnych.

## Życiorys
W 1952 r. ukończył studia prawa na Uniwersytecie Jagiellońskim w Krakowie, w 1962 r. obronił pracę doktorską, w 1980 r. habilitował się. W 1989 r. uzyskał tytuł profesora nauk prawnych. 
Został zatrudniony na Uniwersytecie Jagiellońskim, na Krakowskiej Akademii im. Andrzeja Frycza Modrzewskiego w Krakowie, oraz w Wyższej Szkole Administracji w Bielsku-Białej.

## Odznaczenia i wyróżnienia
- Nagroda Ministra Edukacji Narodowej[2]
- Złoty Krzyż Zasługi[2]
- Krzyż Kawalerski Orderu Odrodzenia Polski[2]
- Nagroda Rektora UJ[2]
- Krzyż Oficerski Orderu Odrodzenia Polski (2000)[5]